# Tangled Up
Albums de Girls Aloud
The Sound of Girls Aloud
Tangled Up est le quatrième album studio (cinquième en tout) du groupe de pop féminin, Girls Aloud. Il est sorti le 19 novembre 2007 au Royaume-Uni sous le label Fascination Records. De même que l'étaient leurs précédents opus, Tangled Up est produit par la même équipe, Brian Higgins et Xenomania.
Cheryl Cole a déclaré à propos de l'album qu'il est un de leurs meilleurs, lors du tournage du clip de Call the Shots en Californie. Dans une interview pour le site de leur maison de disques, Cheryl dit également que cet album « a pris une direction plus mûre » et qu'il ne contient qu'une unique ballade, de nombreuses chansons mid-tempo, grand classique du groupe et également un piste aux sonorités garage.
 a exclusivement révélé le 13 janvier que le 3e extrait de Tangled Up serait Can't Speak French.

## Accueil par les critiques
Les diverses revues de presse sont extrêmement positives. Popjustice a été très vraiment conquis par cet album, le définissant comme « le meilleur album des Girls Aloud de tous les temps » et lui accordant une note de 6/5. The Guardian et stv.tv ont également exprimé un avis très positif, le qualifiant d'« irrésistible ». Dans un article étudiant les pistes une par une, The Daily Star déclare qu'il « se mariera à merveille à la dinde farcie de Noël ».

## Formats et liste des pistes
- Edition standard : Fascination / 1750580 (UK)

L'édition standard ne contient pas de visuel des filles sur la pochette. De plus, le livret ne contient pas les paroles des chansons.
| #   | Titre                                                                                  | Durée      |
| --- | -------------------------------------------------------------------------------------- | ---------- |
| 1.  | Call the Shots Auteur(s) : M. Cooper, B. Higgins, T. Powell, L. Cowling, G. Somerville | 3 min 43 s |
| 2.  | Close to Love Auteur(s) :                                                              | 3 min 51 s |
| 3.  | Sexy! No No No... Auteur(s) : Girls Aloud, Xenomania                                   | 3 min 18 s |
| 4.  | Girl Overboard Auteur(s) :                                                             | 4 min 9 s  |
| 5.  | Can't Speak French Auteur(s) :                                                         | 4 min 2 s  |
| 6.  | Black Jacks Auteur(s) :                                                                | 4 min 20 s |
| 7.  | Control of the Knife Auteur(s) :                                                       | 3 min 49 s |
| 8.  | Fling Auteur(s) :                                                                      | 4 min 10 s |
| 9.  | What You Crying For Auteur(s) :                                                        | 3 min 43 s |
| 10. | I'm Falling Auteur(s) :                                                                | 3 min 58 s |
| 11. | Damn Auteur(s) :                                                                       | 3 min 44 s |
| 12. | Crocodile Tears Auteur(s) :                                                            | 4 min 17 s |

- Fan Edition : Fascination / 1753999 (UK)

Comme annoncé sur le site officiel du groupe, c'est la seule version de l'album à posséder une photo des filles sur la pochette, les paroles et une carte postale dédicacées. De plus, l'édition pour les fans est disponible à l'achat uniquement sur le site officiel des filles, mais semble être apparu en pré-vente sur certains autres sites comme Tesco.
- Mixed Up : Fascination (UK)

C'est un album de remixes additionnel à l'album vendu pour un supplément de 1,97 £ uniquement pour ceux qui pré-commandaient l'édition standard à Woolworths. Ce mini-album est un megamix continu des meilleurs remixes des Girls Aloud. Ce sont Jewels & Stone qui se sont occupés de cet album. Il est considéré comme un album à part entière.
| #  | Titre | Durée      |
| -- | --- | ---------- |
| 1. | The Show (Tony Lemezma Club Mix) Auteur(s) : M. Cooper, B. Higgins, L. Cowling, J. Shave, T. Powell, Xenomania               | 5 min 46 s |
| 2. | No Good Advice (Doublefunk Vocal Mix) Auteur(s) : M. Cooper, B. Higgins, L. Cowling, N. Coler, L. Nystrom, Xenomania         | 6 min 53 s |
| 3. | I Think We're Alone Now (Tony Lemezma Baubletastic Remix) Auteur(s) : R. Cordell                                             | 5 min 32 s |
| 4. | Sexy! No No No... (Tony Lemezma's Yes Yes Yes Mix) Auteur(s) : Girls Aloud, Xenomania                                        | 6 min 14 s |
| 5. | Something Kinda Ooooh (Tube City Remix) Auteur(s) : M. Cooper, B. Higgins, T. Powell, N. Coler, J. Lei, G. Sommerville       | 5 min 32 s |
| 6. | Wake Me Up (Tony Lemezma's Love Affair) Auteur(s) : M. Cooper, B. Higgins, T. Powell, S. Lee, L. Cowling, P. Woods, Y. Marue | 7 min 1 s  |
| 7. | Jump (For My Love) (Almighty Vocal Mix) Auteur(s) : G. Skardina, M. Sharron, S. Mitchell                                     | 7 min 34 s |
| 8. | Biology (Tony Lemezma Remix) Auteur(s) : M. Cooper, B. Higgins, L. Cowling, G. Somerville                                    | 5 min 15 s |